# 榊菜吟
榊 菜吟（さかき なな、2003年11月12日 - ）は、日本将棋連盟（関西本部）所属の女流棋士。女流棋士番号は77。大阪府大阪市出身。大阪夕陽丘学園高等学校卒業。
久保利明九段門下。

## 棋歴

### 女流棋士になるまで
小学校の時に友達から誘われ将棋のルールを覚えた。
2017年、第38回全国中学生選抜将棋選手権大会で準優勝。第10回女子アマ王位戦・関西大会で山口稀良莉・仁子梨姉妹に続き3位に入った。
関西研修会では、2019年1月にC2クラスからD1クラスへの降級を喫するも、同年6月にC2クラスへ復帰。2021年12月、C1クラスに昇級。

### 女流棋士になってから
関西研修会で2022年4月に規定の成績を挙げてB2クラスに昇級し、女流2級の資格を獲得、同年5月1日付で日本将棋連盟（関西本部）所属の女流2級となり、久保門下で初のプロとなった。
2022年5月28日、デビュー戦となった第16期マイナビ女子オープン予備予選で山口稀良莉に勝利したが、以降2023年3月20日の第3期白玲戦D級4回戦で井道千尋から2勝目を挙げるまで女流公式棋戦を10連敗した。以降も白星に恵まれず、当期白玲戦は2勝6敗に終わり新人女流棋士としては唯一、D級における降級点を喫してしまった。その一方で2023年5月27日に行われたD級6回戦の渡辺弥生戦では、序中盤から勢いのある攻めと確固たる受けを貫いて勝利し（通算3勝目）、渡辺に当期白玲戦における初黒星を与え、昇級争いの首位から引き落とす殊勲を挙げた。
第7期(2024年度)清麗戦では予選トーナメント2回戦(初戦)で岩根忍に敗れ、2024年11月28日に行われた再挑戦トーナメント2回戦で女流タイトル通算43期を誇る強豪・清水市代と対局、これに勝利する殊勲を挙げ、その後も当期清麗戦再挑戦トーナメントを5回戦で本田小百合に敗れるまで勝ち続けた。
2025年以降、成績に上昇傾向が見られ、2025年6月2日（第5期白玲戦D級7回戦・脇田菜々子戦）から同年同月21日（第19期マイナビ女子オープン予備予選1回戦・山口稀良莉戦）にかけては女流棋士生活4年目にして初めて公式戦を連勝した。

## 棋風
- 得意戦法は振り飛車[1]。

## 人物
- 趣味は、音楽鑑賞、ジグソーパズル[1]。
- 師匠の久保については「将棋の内容だけでなく、いろんな相談に乗ってもらえる優しい師匠」と語り[8]、2022年6月に師匠から贈られていた京扇子の老舗「白竹堂」の扇子を[9]大切に使っているという。
- 弟の大輝は同じく久保門下で関西奨励会に所属し、2022年11月8日・9日に京都府の福知山城で行われた第35期竜王戦第4局で初めてタイトル戦の記録係を務めた[10]。

## 昇段・昇級履歴
- 2022年04月10日 - 関西研修会 B2クラス昇級（女流2級資格）[6]
- 2022年05月01日 - 女流2級 = プロ入り[1]

## 主な成績

### 棋戦成績
| 女流タイトル戦          |                                                                                             |
| - 白玲戦・女流順位戦    | - 0第5期 D級19位 ／ 過去最高順位 D級28位（第3期）、過去最高成績 4勝4敗（第4期）             |
| - 清麗戦                | - 0第7期 予選敗退（3勝〈0勝・再挑戦3勝〉） ／ 過去最高 予選（3勝〈0勝・再挑戦3勝〉、第7期） |
| - マイナビ女子オープン0 | - 第18期 予備予選敗退（0勝） ／ 過去最高 予選（0勝、第17期）                                |
| - 女流王座戦            | - 第15期 一次予選敗退（0勝） ／ 過去最高 一次予選（0勝、第13期・第14期・第15期）            |
| - 女流名人戦            | - 第52期 予選敗退（0勝） ／ 過去最高 予選（1勝、第51期）                                    |
| - 女流王位戦            | - 第36期 予選敗退（0勝） ／ 過去最高 予選（0勝、第34期・第35期・第36期）                    |
| - 女流王将戦            | - 第47期 予選敗退（0勝） ／ 過去最高 予選（0勝、第45期・第46期・第47期）                    |
| - 倉敷藤花戦            | - 第33期 1回戦敗退（0勝） ／ 過去最高 1回戦（0勝、第31期・第32期・第33期）                  |

| 女流一般棋戦              |                                         |
| - YAMADA女流チャレンジ杯0 | - 過去最高 棋戦 1勝（第8回 、棋戦終了） |

### 在籍クラス
| 2023 | 3 |  |  |  |  | D28x | 2-6 |
| 2024 | 4 |  |  |  |  | D30* | 4-4 |
| 2025 | 5 |  |  |  |  | D20  |     |
| 女流順位戦の 枠表記 は挑戦者。右欄の数字は勝-敗(番勝負/PO含まず)。 順位戦の右数字はクラス内順位 ( x当期降級点 / *累積降級点 / +降級点消去 ) |   |  |  |  |  |      |     |

### 年度別成績
| 年度         | 対局数 | 勝数 | 負数 | 勝率   | (出典) | 女流通算成績 | 女流通算成績 | 女流通算成績 | 女流通算成績 | 女流通算成績 |
| ------------ | ------ | ---- | ---- | ------ | ------ | ------------ | ------------ | ------------ | ------------ | ------------ |
| 2022年度     | 12     | 2    | 10   | 0.1666 | [ 11 ] | 対局数       | 勝数         | 負数         | 勝率         | (出典)       |
| 2023年度     | 20     | 6    | 14   | 0.3000 | [ 12 ] | 32           | 8            | 24           | 0.2500       | [ 13 ]       |
| 2024年度     | 19     | 6    | 13   | 0.3157 | [ 14 ] | 51           | 14           | 37           | 0.2745       | [ 15 ]       |
| 通算         | 51     | 14   | 37   | 0.2745 | [ 15 ] |              |              |              |              |              |
| 2024年度まで |        |      |      |        |        |              |              |              |              |              |